# Барон Брабазон Тарский
Барон Брабазон Тарский из Сэндвича в графстве Кент — наследственный титул в системе Пэрства Соединённого королевства. Он был создан 27 апреля 1942 года для пионера авиации и консервативного политика Джона Мура-Брабазона (1884—1964). Он был депутатом Палаты общин от Чатема (1918—1929) и Уолласи (1931—1942), занимал должности министра транспорта (1940—1941) и министра авиационной промышленности (1941—1942). Джон Мур-Брабазон был потомком по женской линии Эдварда Брабазона, 7-го графа Мита (1691—1772). Его отец майор Джон Артур Генри Мур по королевскому разрешению принял дополнительную фамилию «Брабазон» в 1866 году. По состоянию на 2023 год носителем титула являлся внук первого барона, Ивон Энтони Мур-Брабазон, 3-й барон Брабазон Тарский (род. 1946), который стал преемником своего отца в 1974 году. Лорд Брабазон Тарский является консервативным политиком и одним из девяноста избранных наследственных пэров, которые остались в Палате лордов после принятия Акта Палаты лордов 1999 года. Лорд Брабазон Тарский — заместитель председателя комитетов в Палате лордов (2001—2002) и председатель комитетов в Палате лордов (2002—2012).

## Бароны Брабазон Тарский (1942)
- 1942—1964: Джон Катберт Мур-Брабазон, 1-й барон Брабазон Тарский (8 февраля 1884 — 17 мая 1964), младший сын Джона Артура Генри Мура-Брабазона (1828—1908)[1];
- 1964—1974: Дерек Чарльз Мур-Брабазон, 2-й барон Брабазон Тарский[англ.] (24 декабря 1910 — 11 декабря 1974), старший сын предыдущего[2];
- 1974 — настоящее время: Ивон Энтони Мур-Брабазон, 3-й барон Брабазон Тарский[англ.] (род. 20 декабря 1946), единственный сын предыдущего[3];
  - Наследник титула: достопочтенный Бенджамин Ральф Мур-Брабазон (род. 15 марта 1983), единственный сын предыдущего[4].